# Tito Salomoni
Tito Salomoni (Pontelagoscuro, 28 agosto 1928 – Torino, 2 settembre 1986) è stato un pittore italiano di matrice surrealista.

## Biografia
Figlio del pittore Lino Salomoni, barbiere che dipingeva per passatempo, Tito dimostrò fin da adolescente la sua propensione per la pittura, ritraendo dal vero "alberi, il Po e le fabbriche" durante le passeggiate di buon mattino.
Studiò alla scuola magistrale e lavorò come maestro elementare, accostandosi alla pittura come autodidatta e con la guida del padre. Inizialmente utilizzò "china, matita, graffio", producendo paesaggi e ritratti in bianco e nero. Nel 1953 si trasferì a Torino insieme alla famiglia, e cominciò a servirsi della tavolozza.
Dopo il trasferimento a Torino lavorò e si formò all'estero, in Europa e negli Stati Uniti, dove ottenne consensi di pubblico e di critica. Dal 1968 si dedicò completamente al surrealismo, esponendo i propri quadri in oltre cinquanta mostre personali e collettive: a Torino (1969, 1970, 1973, 1978), Parigi (1969-70-71, 1977, 1982), Asti (1970), Vichy (1970-71-72-73-74, 1976), Skokie (1971, 1975, 1978), Ferrara (1972, 1979), Firenze (1974, 1977), Verona (1976), Milano (1976), Parma (1977), Washington (1977), Brescia (1977), Bergamo (1977), Chicago (1978-79), Tel Aviv (1979), Montecarlo (1980), San Francisco (1980), Como (1981), Toronto (1981), New York (1981-82). Pur risiedendo a Torino per 25 anni, non trascurò di riprendere ambientazioni ferraresi, anche se oniricamente trasafigurate.
Per le sue opere ricevette diversi riconoscimenti internazionali, come la medaglia d'argento dell'UNESCO. Illustrò anche racconti e realizzò copertine di riviste e libri; presentò se stesso nella monografia The Surrealistic world of Tito Salomoni Si interessò alla religione ebraica, cui dedicò alcuni quadri surrealisti.
Dopo la morte avvenuta nel 1986, vennero organizzate esposizioni in suo onore a Torino (1984), Asti (1986-87), Chamalières (1988) e presso la galleria Nemesio Orsatti di Pontelagoscuro. Pontelagoscuro, in particolare, dedicò a Tito Salomoni una borsa di studio e gli intitolò un parco. I suoi quadri vennero inoltre esposti presso l'Art Expo di New York nel 1983 e nel 1984, ed entrarono a far parte di importanti "collezioni d'arte pubbliche e private del mondo".

## Lo stile
Inizialmente Salomoni produsse opere e trompe-l'œil ispirati ai quadri fiamminghi, per passare poi "dal realismo al surrealismo: dall'analisi delle cose all'analisi dei sogni". Definito surrealista dalla critica francese, ritrasse "spazi, ambienti, personaggi" quali taciti testimoni di un mistero nascosto, "dietro le apparenze quotidiane delle cose e degli uomini". Richiami a De Chirico ed a Delvaux rappresentavano nei suoi dipinti segni di "un avviamento approssimativo del pensiero e dell'emozione" di un artista in grado di trasmettere attraverso gli "oggetti sezionati e dislocati, assunti fuori del loro aspetto quotidiano", il "gusto di riscoprire il mondo nei segni ultimi del suo significato".
Salomoni modificava la "realtà a mezzo del sogno" e riproponeva il "sogno come realtà assoluta" utilizzando l'universalità "dell'inconscio freudiano".
Bertelli scrisse di lui: "La tecnica, la fluidità del colore, il disegno, denunciano il lento graduale passaggio dal realismo al surrealismo e se Freud appare (...) è l'interno dell'uomo-Salomoni che si sforza (e riesce) di mostrarci se stesso" e "la visione filtrata di un mondo dentro al quale vive".
La produzione surrealista di Salomoni restituiva la "testimonianza storica di un'epoca" utilizzando una "tecnica pittorica intesa a mediare la realtà del quotidiano attraverso gli allarmati e allarmanti suoi possibili messaggi figurati". La sua pittura era "aperta soprattutto ai doni di una fantasia ch'egli aveva alimentato attraverso la pratica del maestro elementare, portato a cogliere nel profondo il naturale potenziale immaginativo dell'uomo, inteso proprio come dispositivo messo, forse più facilmente, in evidenza nell'ambito di un mondo infantile". Nelle opere di Salomoni la realtà veniva trasfigurata attraverso una "sorta di trasformismo visivo", "mescolando sogni e realtà", "il macabro con l'ironia", "la vena romantica con l'oggettualità più spinta, governata da un palese ascendente magrittiano, pur se calato in una più familiare dimensione piccolo-borghese", non scevra di "magia" e di "misteri".
Sogno, fantasia, memoria erano elementi compresenti nelle sue tele, in cui "il senso di malinconia tradotto in atmosfere a volte opprimenti" e "la leggerezza di una fantasia" che recuperava "lo stupore dell'infanzia" riflettevano "i due aspetti antitetici della personalità del pittore", dando vita di volta in volta a "scene a tinte fosche" alternate a "visioni serene e luminose".

## Opere (elenco parziale)
- Presenza nella cattedrale, olio, cm. 51x61
- Ieri oggi domani, olio, cm. 65x80
- La finestra, china, cm. 50x60
- Nella mia mente, olio, cm. 30x40
- Richiamo, olio, cm. 24x30
- Paesaggio, olio, cm. 24x30
- Precarietà, olio, cm. 30x40
- Reminiscenza, olio, cm. 30x40
- Compenetrazione, olio, cm. 41x51
- Passeggiata surreale, matita, cm. 24x30
- Raggio di luce (incompiuto), olio, cm. 81x105
- Momento silente, olio, cm. 50x70
- Crepuscolo, olio, cm. 30x40
- La sconfitta della speranza, olio, cm. 45x55
- Alchimie, olio, cm. 45x55
- Sul fondo (n. 1), olio, cm. 40x50
- Aprile, olio, cm. 50x60
- La stagione dei miracoli, olio, cm. 61x76
- La rappresentazione, olio, cm. 40x50
- La soglia, olio, cm. 30x40
- Disidratazione, olio, cm. 60x70
- Nascita, olio, cm. 50x60
- Metamorfosi, olio, cm. 50x50
- Paralleli, olio, cm. 40x50
- La trasformazione, olio, cm. 24x30
- Nostalgia, matita, cm. 18x23
- Le ore di Ferrara, matita, cm. 24x30
- Legami, olio, cm. 30x40
- Il nido, matita, cm. 15x19[14]
- Rules of the Game, olio, cm. 59x49